# Doce è 'o silenzio/'Mbrellino 'e seta
Doce è 'o silenzio/'Mbrellino 'e seta è il 15° singolo di Mario Merola, pubblicato nel 1964.

## Descrizione
Il disco contiene due cover.

## Tracce
Lato A
- Doce è 'o silenzio (Martingano - Monetti)

Lato B
- 'Mbrellino 'e seta (Russo - Sasso - Genta)